# 負債管理
負債管理(Liability Management)簡單而言，是銀行或企業在資產負債表上對於負債部分的管理。一九六○年代，負債管理的概念興起，乃因當時對於商業銀行的資金來源與管制越趨嚴格，且銀行間及其他金融機構間的競爭激烈，使其產生向外搜尋新資金來源的想法，負債項目更多元化。近年來，透過銀行負債的調查中，發現負債管理成為銀行大量使用與發展的模式，流動性已不再是問題，隨著銀行對於資金的需求越趨旺盛，透過金融債券、可轉讓定期存單等負債工具，從外部獲得資金以因應長期資金上的不足。 （页面存档备份，存于）